# 佐竹永海
佐竹 永海（さたけ えいかい、享和3年（1803年） - 明治7年（1874年）12月24日）は江戸時代後期から明治初めの画家。彦根藩御用絵師として井伊直弼に仕える。
名・字は周村・愛雪・篤敬。通称を衛司。号は初め盤玉、のちに衛階・永海とした。他に雪梅・天水翁・九成堂・幽室子・愛雪楼などの多くの号をもつ。会津の生まれ。

## 略歴

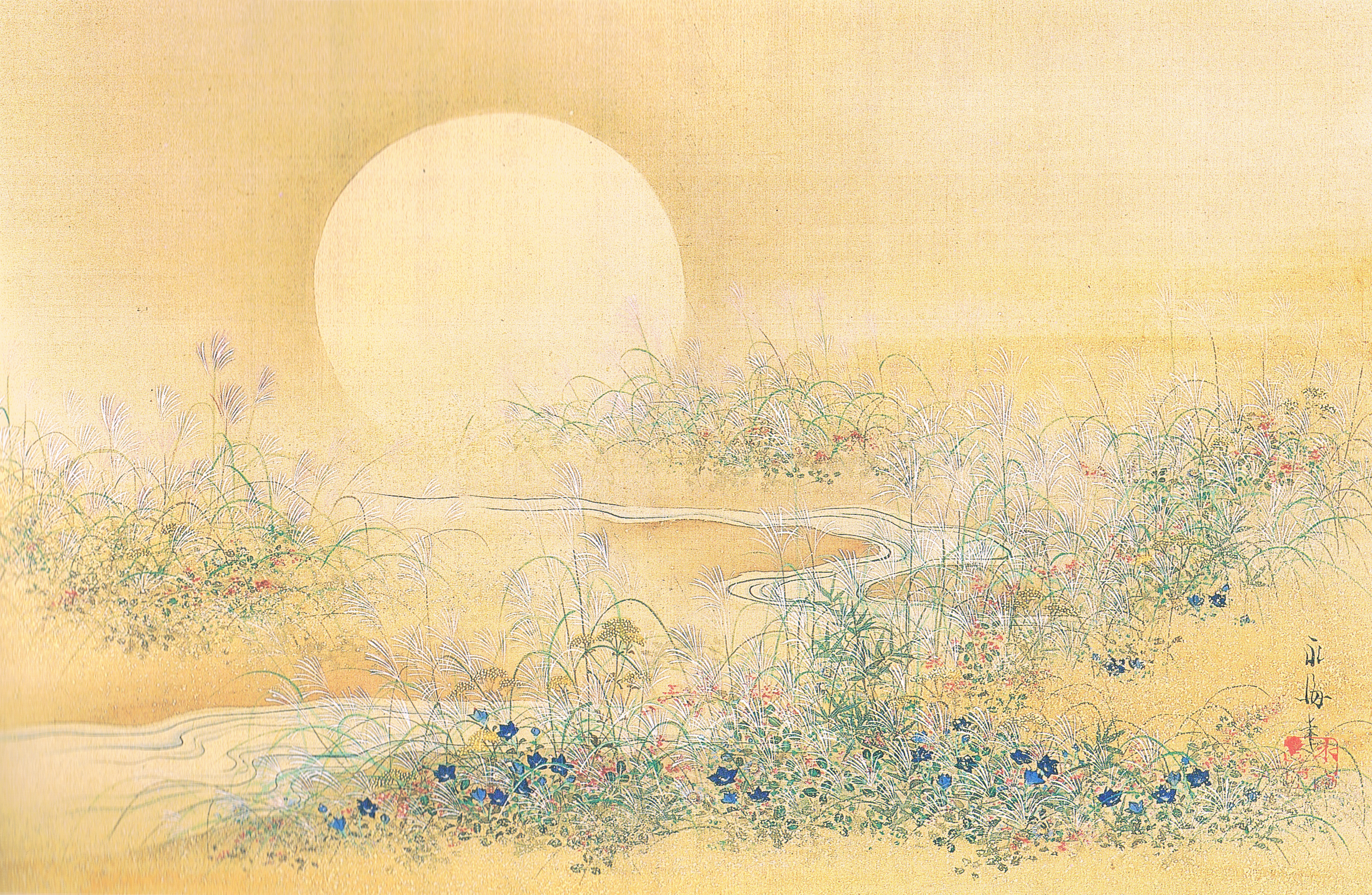
佐竹永海筆 秋月野花図

会津若松城下北小路町の蒔絵師の子として生まれる。字の周村は、雪村周継の後衛と称したことに因む。幼少の頃から地元絵師の萩原盤山に師事し、盤玉と号した。14歳にして既に作品を残している。
20歳の頃、江戸に出て谷文晁の画塾写山楼に入門。文晁門下の高弟となる。
30歳の頃、独立し一家を成した。書画会や詩会に参加し当代一流の文人や有力者と交流。天保9年（1838年）、この頃までに大老井伊直亮に気に入られ彦根藩の御用絵師となっている。
弘化元年（1844年）に一時故郷の会津に滞在。以降も故郷に幾度も帰省している。
安政2年（1855年）、剃髪し得度。法橋に叙される。すぐのちに法眼に叙されている。
桜田門外の変により井伊直弼が倒れ大きな後ろ盾を失うも、井伊家との関係は明治以降も続いた。また会津の細井家や世田谷の大場家など豪商の庇護を受けその後も盛んに創作し各地に傑作を残している。
永海の画系は継嗣の永湖・その養子永稜・娘婿永邨に引き継がれる。松本楓湖も門人のひとりである。
永海は画人としては成功したが郷里では親不孝と謗りを受け、生涯で16度も妻を娶り、大酒呑みで有名。奇行の画人といわれた。享年73。谷中霊園に葬られる。

## 画業

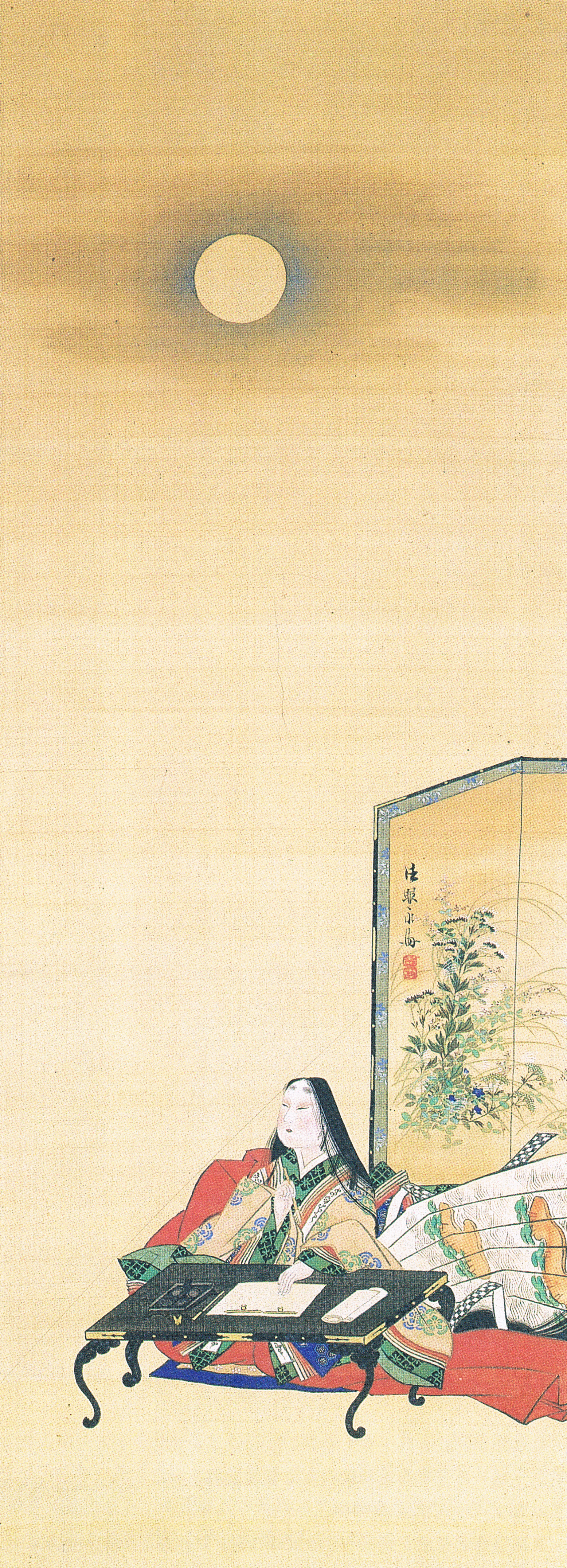
佐竹永海筆 紫式部図

師の文晁は多角的な諸画の研究から「八宗兼学」と称されて南北合派の独自の画風を確立した。永海はその正統な継承者と位置づけられる。文人画・漢画・円山四条派・大和絵にも精通した。とりわけ大和絵に力量を発揮し代表作が多い。
出版物の挿絵も手がけ、交流のあった随筆家・山崎美成の『提醒紀談』などに挿絵を提供。明治3年出版の『横浜八景詩画』（福島県立博物館所蔵）の挿絵は代表作といわれる。

## 作品
| 作品名                | 技法               | 形状・員数 | 寸法（縦x横cm）   | 所有者                   | 年代               | 落款                                                                              | 印章                                                       | 備考     |
| --------------------- | ------------------ | ---------- | ----------------- | ------------------------ | ------------------ | --------------------------------------------------------------------------------- | ---------------------------------------------------------- | -------- |
| 九相図                | 絹本著色           | 双幅       | 157.5x40.2（各）  | 金剛寺（会津若松市）     | 1827年(文政10年)   | 右幅「永海筆」 左幅「文政十年丁亥五月十五日永海筆」                               | 各幅に「永海畫印」朱文方印                                 | 千里啓賛 |
| 源氏物語 須磨・明石図 | 絹本著色           | 双幅       | 102.1x37.1        | 福島県立博物館           | 1836年(天保7年)    | 右幅「永海」 左幅「丙申春日 永海」                                                | 各幅に「永海畫印」朱文方印                                 |          |
| 摺針暁景図            | 絹本著色           | 1幅        | 45.6x75.9         | 彦根城博物館寄託         | 1848年（嘉永元年） | 「摺針暁景 戊申十一 永海」                                                        | 「永海」朱文瓢印                                           |          |
| 日本武尊図            | 絹本著色           | 双幅       | 112.6x50.0        | 会津若松市               | 1856年(安政3年)    | 右幅「法橋永海繪」 左幅「安政三年丙辰三月十五日 法橋永海制之」                    | 各幅に「周邨畫印」白文方印                                 |          |
| 劉備三顧図            | 絹本著色           | 1幅        | 123.0x52.1        |                          | 1862年(文久2年)    | 「壬戌晩冬寫于/幽室中/法眼永海」                                                  | 「佐竹氏」朱文方印・「周邨畫印」白文方印                   |          |
| 筥根真景図            | 絹本著色           | 1幅        | 110.4x69.6        |                          | 1866年(慶応2年)    | 「筥根真景/丙寅晩夏寫/法眼永海」                                                  | 「天水」朱文円印                                           |          |
| 琴高仙人図            | 絹本著色           | 1幅        | 111.3x43.3        | 福島県立博物館           | 1866年(慶応2年)    | 「丙寅晩秋寫 法眼永海」                                                           | 「九成堂」朱文楕円印                                       |          |
| 山水図                | 絹本墨画淡彩       | 双幅       | 108.1x41.3        | 彦根城博物館             | 1866年(慶応2年)    | 右幅「法眼永海」 左幅「丙寅初冬寫法眼永海」                                       | 各幅に「佐竹氏」朱文長方印・「周邨畫印」白文方印           |          |
| 孔明山水図            | 絹本著色           | 3幅        | 95.0x35.0（各）   | 滋賀県立琵琶湖文化館     | 1869年(明治2年)    | 右幅「明治巳己正月試筆 法眼永海寫」 中幅「巳己春日法眼永海寫」 左幅「法眼永海寫」 | 各幅に「佐竹」朱文長方印・左右幅に「周邨畫印」白文方印     |          |
| 細井端顕像            | 絹本著色           | 1幅        | 91.8x35.5（各）   | 細井家資料館             | 1873年(明治6年)    | 無款記                                                                            | 「佐竹氏」朱文長方印・「七十翁」朱文方印・「永海」朱文方印 |          |
| 井伊直亮像            |                    | 1幅        |                   | 清涼寺（彦根市）         |                    |                                                                                   |                                                            |          |
| 鷲図                  | 紙本著色金泥金砂子 | 1幅        | 141.8x116.6       | 彦根城博物館             |                    | 「永海」                                                                          | 印文不明朱文方印                                           |          |
| 飲中八仙図屏風        | 絹本著色           | 六曲一双   | 153.3x338.6（各） | 個人（愛媛県美術館寄託） | 不詳               | 「法眼永海」                                                                      | 朱文瓢印                                                   |          |
| 紫式部図              | 絹本著色           | 1幅        | 93.0x34.0         |                          |                    | 「法眼永海」                                                                      | 「愛雪」朱文連印                                           |          |
| 秋月野花図            | 絹本著色金砂子     | 1幅        | 46.2x71.5         |                          |                    | 「永海筆」                                                                        | 「永海畫印」朱文方印                                       |          |
| 風神・雷神図          | 絹本著色           | 双幅       | 約107x40.6        | ミネアポリス美術館       |                    | 各幅に「永海」                                                                    |                                                            |          |